# Dießener Mühlbach
Der Dießener Mühlbach ist ein etwa 3,7 km langer Zufluss zum Ammersee in Oberbayern.
Der Bach entsteht im Südwesten von Dießen am Ammersee aus einem kurzen Graben und dem Zufluss des wesentlich längeren Tiefenbachs. In Dießen teilt sich der Lauf in zwei Arme, die im weiteren Verlauf mit etwa 500 m Abstand unabhängig voneinander in den Ammersee münden.